# Brtonigla
Brtonigla (tal. Verteneglio) je općina na zapadu Hrvatske. Nalazi se u Istarskoj županiji.

## Zemljopis
Brtonigla udaljena je od Buja oko 5 kilometara. Nalazi se između Buja i Novigrada.

## Općinska naselja
U sastavu općine nalaze se 5 naselja (stanje 2006.), to su: Brtonigla – Verteneglio, Fiorini – Fiorini, Karigador – Carigador, Nova Vas – Villanova i Radini – Radini.

## Stanovništvo
Po popisu stanovništva iz 2011. godine,  općina Brtonigla imala je 1626 stanovnika, raspoređenih u 5 naselja:
- Brtonigla – 805
- Fiorini – 165
- Karigador – 189
- Nova Vas – 359
- Radini – 108

### Nacionalni sastav
Nacionalni sastav 2011. godine
- Hrvati – 729 (44,83)
- Talijani – 490 (30,14)
- Slovenci – 39 (2,40)
- Srbi – 30 (1,85)
- Albanci – 7 (0,43)
- Austrijanci – 3 (0,18)
- Bošnjaci – 20 (1,23)
- Makedonci – 5 (0,31)
- Mađari – 2 (0,12)
- ostali – 6 (0,37)
- neopredijeljeni – 29 (1,78)
- nepoznato – 4 (0,25)

| broj stanovnika | 1492  | 1586  | 1819  | 2014  | 2274  | 2651  | 2825  | 3172  | 2892  | 1869  | 1958  | 1523  | 1446  | 1398  | 1579  | 1626  | 1523  |
|                 | 1857. | 1869. | 1880. | 1890. | 1900. | 1910. | 1921. | 1931. | 1948. | 1953. | 1961. | 1971. | 1981. | 1991. | 2001. | 2011. | 2021. |

| broj stanovnika | 1139  | 1206  | 1072  | 1098  | 1358  | 1550  | 2108  | 2386  | 1537  | 989   | 1107  | 823   | 803   | 736   | 827   | 805   | 705   |
|                 | 1857. | 1869. | 1880. | 1890. | 1900. | 1910. | 1921. | 1931. | 1948. | 1953. | 1961. | 1971. | 1981. | 1991. | 2001. | 2011. | 2021. |

## Poznate osobe
- Ante Rokov Jadrijević, hrvatski publicist
- Edi Milokanović, hrvatski automobilist

## Kultura
Sveti Roko zaštitnik je Brtonigle.

## Šport
- NK Brtonigla, nogometni klub
- AMK Skok Racing

## Vanjske poveznice
- Službena stranica

### Članci
- Dragić, Marko. 2013. Sveti Rok u tradicijskoj katoličkoj baštini Hrvata. Nova prisutnost. Kršćanski akademski krug. Zagreb. 11 (2): 165–182